# NGC 297
NGC 297 è una vasta e lontana galassia ellittica situata nella costellazione della Balena.

## Scoperta
NGC 297 è stata scoperta il 27 settembre 1864 dall'astronomo tedesco Albert Marth.